# رقيب الشمس الشجري
رقيب الشمس الشجري (باللاتينية: Heliotropium arborescens) نوع نباتي يتبع جنس رقيب الشمس من الفصيلة الحِمحِمية.
موطنه بيرو ومنها انتقل إلى مناطق أخرى كثيرة.

## الوصف النباتي
نبات شجري معمر. أوراقه عادة ذات عروق غائرة في الوجه العلوي وبارزة في الوجه السفلي، والنورة انتهائية عنقودية ملتفة على شكل ذنب العقرب، والأزهار غالباً لاطئة، تتفتح في الربيع ولها رائحة فواحة. والثمرة بنيدقة (بالإنجليزية: Nutlet)‏. النبات سام.